# Saki Hayashi
Saki Hayashi (林咲希?, Hayashi Saki; Itoshima, 16 marzo 1995) è una cestista giapponese.

## Carriera
Con il Giappone ha disputato i Giochi olimpici di Tokyo 2020.